# Doom of Destiny
Doom of Destiny är Axxis tolfte studioalbum. Albumet släpptes den 16 november 2007.

## Låtlista
1. "Voices of Destiny" - 1:15
2. "Doom of Destiny" - 4:09
3. "Better Fate" - 5:08
4. "Blood Angel" - 4:41
5. "I Hear You Cry" - 4:56
6. "The Fire Still Burns" - 3:49
7. "Father, Father" - 4:12
8. "Revolutions" - 3:48
9. "She Got Nine Lives" - 3:37
10. "Devilish Belle" - 5:27
11. "Astoria" - 5:08